# Irritazione
Il termine irritazione, nel linguaggio comune, indica uno stato pseudo-infiammatorio delle mucose o della pelle. A meno che non sia consociata a una vera e propria infiammazione, l'irritazione è un fenomeno essenzialmente soggettivo, per lo più di carattere transitorio, e pertanto non facilmente inquadrabile da un punto di vista scientifico, come rimarcato fin dall'Ottocento; ciononostante patologie sintomatiche come la sindrome dell'intestino irritabile, il reflusso gastroesofageo che può provocare tosse secca dovuta all’irritazione delle terminazioni nervose laringo-tracheali e le irritazioni cutanee croniche (quali la dermatite irritativa e la dermatite allergica delle mani)
vengono considerati problemi socialmente rilevanti.

## Eziologia
I meccanismi che causano una irritazione, alla quale partecipano normalmente le citochine, sono di vari tipi. Tra le cause più diffuse di tale stato anomalo possono essere ricordate l'ingestione di alimenti, gli oggetti e i capi d'abbigliamento con i quali si entra in contatto, la qualità dell'aria, l'esposizione al sole e alcune malattie.